# Thomas Morstead
Thomas James Morstead (* 8. März 1986 in Houston, Texas) ist ein US-amerikanischer American-Football-Spieler auf der Position des Punters. Er spielte von 2009 bis 2020 für die New Orleans Saints in der National Football League (NFL). Zurzeit steht Morstead bei den San Francisco 49ers unter Vertrag, zuvor spielte er auch für die New York Jets, die Miami Dolphins und die Atlanta Falcons.

## College
Morstead besuchte die Southern Methodist University und spielte von 2006 bis 2008 für deren Team, die Mustangs, als Punter und Kicker College Football, wobei er 37 Field Goals bei 53 Versuchen sowie 106 Extrapunkte bei 108 Versuchen erzielte.

## NFL
Thomas Morstead wurde im NFL Draft 2009 von den New Orleans Saints in der fünften Runde als 164. Spieler ausgewählt. Bereits in seiner Rookiesaison wurde er als alleiniger Punter eingesetzt und konnte mit seinem Team den Super Bowl XLIV gewinnen. Durch einen gelungenen Onside Kick zu Beginn der 2. Spielhälfte, der zu einem Touchdown und so zur erstmaligen Führung der Saints führte, hatte er maßgeblichen Anteil an diesem Sieg.
2012 wurde er erstmals in den Pro Bowl berufen.
2014 wurde er von seinen Teamkollegen zum Mannschaftskapitän der Special Teams gewählt.
2018 verlängerte er seinen Vertrag bei den Saints um weitere fünf Jahre.
Nach der Saison 2020 entließen die Saints Morstead, um Cap Space zu sparen.
Am 14. September 2021 nahmen die New York Jets Morstead unter Vertrag. Dort ersetzte er den etatmäßigen Punter Braden Mann, der wegen einer Knieverletzung fehlte. Als Mann wieder einsatzbereit war, entließen die Jets Morstead nach sieben Spielen.
Daraufhin schloss er sich den Atlanta Falcons an, um Dustin Colquitt zu vertreten. In seinem ersten Spiel für die Falcons gegen die Jacksonville Jaguars puntete er drei von 5 Punts innerhalb der gegnerischen 20-Yard-Linie, er wurde daraufhin zum NFC Special Teams Player of the Week, später sogar zum NFC Special Teams Player of the Month, gewählt.
Im April 2022 nahmen die Miami Dolphins Morstead unter Vertrag.
Am 7. April 2023 unterschrieb Morstead erneut bei den New York Jets. Dort führte er die Karriere-Höchstzahl von 99 Punts für 4831 Yards aus, was ligaweit der Höchstwert in der Saison 2023 war.
Nachdem die Special Teams der San Francisco 49ers 2024 zu den schwächsten der gesamten Liga gezählt hatten, wurde die Positionsgruppe zur Saison 2025 von Grund auf neu strukturiert. Im Zuge dessen wechselte Morstead im Mai 2025 zusammen mit seinem Special Teams Coordinator Brant Boyer und Kicker Greg Joseph von den Jets zu den 49ers; Long Snapper Jon Weeks kam darüber hinaus von den Houston Texans.